# Districte de Nerac
El districte de Nerac és un districte francès del departament d'Òlt i Garona, a la regió de la Nova Aquitània. Té 7 cantons i 58 municipis. El cap és la sotsprefectura de Nerac.

## Cantons
- cantó de Castèlgelós
- cantó de Damasan
- cantó de Francescàs
- cantó de Hoalhés
- cantó de Lavardac
- cantó de Mesin
- cantó de Nerac